# Anna Zinkeisen
Anna Katrina Zinkeisen, verh. Heseltine,  (* 29. August 1901 in Kilcreggan; † 23. September 1976 in London) war eine schottische Malerin und Künstlerin.

## Biographie
Anna Zinkeisens Großvater väterlicherseits war der in Berlin geborene Garnhändler Theodore Victor Zinkeisen, der in Glasgow das Unternehmen Zinkeisen & Co. führte und im Dhuhill House in Helensburgh lebte. Er war Mitglied der  Helensburgh and Gareloch Horticultural Society und der Royal Philosophical Society of Glasgow. 1881 zog er nach Kirklee, heute ein Teil von Glasgow. Er hatte zwei Söhne, Victor William (* 1865) und Edward (* 1873). 1896 heiratete Victor William Zinkeisen, Holzhändler und Amateurkünstler, nach anderen Angaben im Unternehmen seines Vaters tätig, Clara Bolton-Charles. Das Ehepaar lebte in Kilcreggan auf der Halbinsel Rosneath und bekam drei Kinder: Doris (* 1887), Ian Victor (* 1900) und Anna (* 1901). Anna und ihre Schwester Doris wurden von einer Gouvernante zu Hause unterrichtet, zu deren Ärger sie fast alles bemalten, sogar die Tapeten. Im Jahre 1909 gingen die Eheleute Zinkeisen insolvent. Daraufhin zog die Familie nach Pinner in Middlesex.
Nach dem Umzug in die Nähe Londons besuchten Anna und Doris Zinkeisen die Kunstschule Harrow School of Art. Beide gewannen Stipendien für die Royal Academy of Arts. Von 1916 bis 1921 studierte Anna Zinkeisen dort Bildhauerei. 1920 und 1921 gewann sie für ihre Werke den Landseer Award und stellte 1919 erstmals an der Royal Academy aus. Sie erhielt einen Auftrag von der Firma Wedgwood; ihre Werke wurden 1925 auf der Exposition internationale des Arts Décoratifs et industriels modernes in Paris mit einer Silbermedaille ausgezeichnet. Dennoch beschloss Zinkeisen, sich auf Porträt- und Wandmalerei zu spezialisieren.
Während der Sommerausstellung der Royal Academy im Jahr 1921 sorgten die Arbeiten der „Zinkeisen Sisters“ und anderer junger Künstlerinnen für eine Kontroverse, da die etablierten, männlich geprägten Kunstkreise diesen keinen oder nur einen schlechten Platz in der Ausstellung zugestehen wollten. Über diesen Vorfall erschien ein Artikel in der Sunday Express, in dem die Schwestern vorgestellt wurden, was sie schlagartig bekannt machte und dazu führte, dass die Zinkeisens gefragte Porträtmalerinnen wurden. Anna Zinkeisen malte unter anderen Prinz Philip, den Forscher Alexander Fleming und den Verleger Lord Beaverbrook. 1928 heiratete Anna Zinkeisen den Offizier Guy Heseltine; das Paar bekam eine Tochter, Julia (* 1933). Sie arbeitet ebenfalls als Malerin.
1935 wurden Anna und Doris Zinkeisen von dem in Clydebank ansässigen Schiffbauunternehmen John Brown & Company beauftragt, die Wände im Ozeandampfer Queen Mary mit Malereien zu versehen. Ihre Arbeiten sind im Verandah-Grillraum des Schiffes zu sehen, das seit 1967 dauerhaft in Long Beach, Kalifornien, als Museum und Hotel vor Anker liegt. Zu dieser Zeit arbeitete Anna Zinkeisen auch an Buchillustrationen und Umschlägen von Zeitschriften sowie an der Gestaltung von Werbeplakaten, wie etwa im Auftrag von London Transport für Veranstaltungen wie Merry-go-round und die Motor Cyle and Cycle Show 1935. 1940 erstellten die Schwestern ebenfalls Wandmalereien für das Passagierschiff Queen Elizabeth.
Während des Zweiten Weltkriegs arbeitete Anna Zinkeisen als medizinische Illustratorin und Krankenpflegehelferin im St Mary’s Hospital in Paddington. Nachdem sie in der Tagesschicht auf einer Station als Notfallkrankenschwester gearbeitet hatte, benutzte Zinkeisen einen stillgelegten Operationssaal als Atelier, um an ihren Gemälden zu arbeiten, da ihre Wohnung ausgebombt war. Sie malte Szenen aus dem Krankenhaus und Darstellungen von Luftangriffsopfern. Auch fertigte sie pathologische Zeichnungen von Kriegsverletzungen für das Royal College of Surgeons an. Ihr Selbstporträt und ein Gemälde des plastischen Chirurgen Archibald McIndoe sind in der National Gallery in London ausgestellt.
Gegen Ende des Krieges beauftragte London Transport Anna Zinkeisen mit dem Entwurf eines Plakats, das ein Zitat von Winston Churchill zeigt und darunter eine Frau, die eine Familie weg vom Krieg auf sonnenbeschienene Felder führt. 1944 wurden die Schwestern von der United Steel Companies (USC) beauftragt, zwölf Poster zu entwerfen, die in der Fachpresse in Großbritannien, Kanada, Australien und Südafrika veröffentlicht wurden. Die Bilder wurden 1946 in dem Buch This Present Age veröffentlicht. 1948 nahm sie mit am Kunstwettbewerb der Olympischen Spiele in London teil. 1955 schuf Anna Zinkeisen für die  St John Ambulance des St Mary’s Hospital zwei Plakate, mit denen um Mitarbeiter geworben wurde. Die Originale befinden sich im Museum of the Order of St John am St John’s Gate in London.
Mit ihrem Ehemann Guy lebte Anna Zinkeisen in Looms Cottage in Burgh, Suffolk. Nach dessen Tod schuf sie zum Gedenken in der dortigen St Botolph's Church  ein Wandgemälde, das ein Motiv mit Vögeln aus der Bibel zeigt. Bis zuletzt lebte sie in Burgh und war produktiv. Sie starb 1976 in einem Krankenhaus in Kensington.